# Municipio de Lincoln (condado de Union)
El municipio de Lincoln (en inglés: Lincoln Township) es un municipio ubicado en el condado de Union en el estado estadounidense de Iowa. En el año 2010 tenía una población de 336 habitantes y una densidad poblacional de 3,63 personas por km².

## Geografía
El municipio de Lincoln se encuentra ubicado en las coordenadas 41°6′42″N 94°18′16″O / 41.11167, -94.30444. Según la Oficina del Censo de los Estados Unidos, el municipio tiene una superficie total de 92.6 km², de la cual 91,84 km² corresponden a tierra firme y (0,83 %) 0,76 km² es agua.

## Demografía
Según el censo de 2010, había 336 personas residiendo en el municipio de Lincoln. La densidad de población era de 3,63 hab./km². De los 336 habitantes, el municipio de Lincoln estaba compuesto por el 99,4 % blancos, el 0,3 % eran asiáticos y el 0,3 % eran de una mezcla de razas. Del total de la población el 0 % eran hispanos o latinos de cualquier raza.